# برنارد گلهر
برنارد گَلَـهِر (انگلیسی: Bernard Gallagher؛ زادهٔ ۲۶ سپتامبر ۱۹۲۹ - درگذشته ۲۷ نوامبر ۲۰۱۶) بازیگر اهل بریتانیا بود.
از فیلم‌ها یا مجموعه‌های تلویزیونی که وی در آن‌ها نقش داشته‌است، می‌توان به دانتون ابی و دادگاه جزا اشاره نمود.